# 2014年冬季奧林匹克運動會立陶宛代表團
2014年冬季奧林匹克運動會立陶宛代表團是立陶宛所派出的2014年冬季奧林匹克運動會代表團，共有九名運動員參與五項目賽事。

## 冬季兩項
根據2012年冬季兩項世界錦標賽及2013年冬季兩項世界錦標賽的結果，立陶宛共有1男1女晉級。
- 男子項目 – 1個名額
- 女子項目 – 1個名額

## 花式滑冰
- 冰上舞蹈 – 1個名額

## 外部連結
- Lithuania at the 2014 Olympics（页面存档备份，存于）